# Mike Pelyk
Michael Joseph „Mike“ Pelyk  (* 29. September 1947 in Etobicoke, Ontario) ist ein ehemaliger kanadischer Eishockeyspieler, der im Verlauf seiner aktiven Karriere zwischen 1965 und 1978 unter anderem 481 Spiele für die Toronto Maple Leafs in der National Hockey League (NHL) sowie 150 weitere für die Vancouver Blazers und Cincinnati Stingers in der World Hockey Association (WHA) auf der Position des Verteidigers bestritten hat. Pelyk fungierte in der Saison 1975/76 als Mannschaftskapitän der Cincinnati Stingers.

## Karriere
Pelyk spielte während seiner Juniorenzeit zwischen 1965 und 1967 für die Toronto Marlboros in der Ontario Hockey Association (OHA). Bereits im NHL Amateur Draft 1964 war der Verteidiger von den Toronto Maple Leafs aus der National Hockey League (NHL) ausgewählt worden und lief fortan in deren Talentschmiede bei den Marlboros auf, nachdem er zuvor in der Metro Junior B Hockey League (MetJBHL) aktiv gewesen war. Mit den Marlboros gewann Pelyk am Ende der Saison 1966/67 das Double bestehend aus dem J. Ross Robertson Cup (OHA) und dem prestigeträchtigen Memorial Cup der gesamten Canadian Hockey League (CHL).
Nach den Erfolgen wechselte der Abwehrspieler, obwohl er noch eine Saison bei den Junioren hätte verbringen können, ins Profilager in die Organisation der Toronto Maple Leafs, dem amtierenden Stanley-Cup-Sieger. Nachdem er in der Saison 1967/68 noch zwischen dem NHL-Kader der Maple Leafs und dem des Farmteams, den Tulsa Oilers aus der Central Professional Hockey League (CPHL) gependelt war, gelang Pelyk im folgenden Spieljahr der Sprung zum Stammspieler. Er verbrachte weitere sechs Spielzeiten bei den Maple Leafs in der NHL und entwickelte sich in dieser Zeit zu einem zuverlässigen Spieler in der Defensive, der in der Saison 1973/74 mit 31 Scorerpunkten eine persönliche Bestmarke aufstellte.
Trotz der positiven Entwicklung in Toronto entschied sich Pelyk im Juni 1974, die Liga zu verlassen, nachdem seine Transferrechte für die zu dieser Zeit mit der NHL konkurrierenden World Hockey Association (WHA) das Team gewechselt hatten. Bereits im Februar 1972 hatten die Minnesota Fighting Saints seine Rechte im WHA General Player Draft erworben, diese aber im Juni 1974 zu den Cincinnati Stingers transferiert. Der Abwehrspieler unterzeichnete daraufhin einen Vertrag bei den Stingers, die wie die anderen WHA-Franchises versuchten, Spieler aus der NHL mit lukrativen Gehältern zu verpflichten. Nach der Vertragsunterschrift wurde der Kanadier umgehend an den Ligakonkurrenten Vancouver Blazers ausgeliehen, wo er die Saison 1974/75 verbrachte. Die Spielzeit 1975/76 absolvierte der erfahrene Defensivakteur dann bei seinem eigentlichen Arbeitgeber in Cincinnati als Mannschaftskapitän. Nach zwei Jahren in der WHA kehrte Pelyk wieder in die NHL und zu den Toronto Maple Leafs zurück. Die Stingers und Maple Leafs hatten sich dahingehend auf einen Wechsel geeinigt, nachdem Cincinnati die Toronto Maple Leafs verklagt hatte, weil diese Randy Carlyle unter Vertrag genommen hatten, obwohl dieser bereits ein vorvertragsähnliches Schriftstück in Cincinnati unterschrieben hatte. Pelyk kehrte daher gegen eine Kompensationszahlung zu den Kanadiern zurück.
In den folgenden zwei Jahren in Toronto kam der Verteidiger jedoch nicht über die Rolle eines Ergänzungsspielers hinaus, wodurch er auch immer wieder in der Central Hockey League (CHL) bei den Dallas Black Hawks und Tulsa Oilers eingesetzt wurde. Über die Saison 1977/78 wurde sein Vertrag daher nicht verlängert, sodass sich Pelyk im September 1978 als Free Agent den Buffalo Sabres anschloss. Als jedoch deutlich wurde, dass er es zum Beginn der Saison 1978/79 nicht in den NHL-Kader schaffen würde, beendete der 31-Jährige umgehend seine Tätigkeit für die Sabres, ohne ein Pflichtpiel zu absolvieren.

## Erfolge und Auszeichnungen
- 1967 J.-Ross-Robertson-Cup-Gewinn mit den Toronto Marlboros
- 1967 Memorial-Cup-Gewinn mit den Toronto Marlboros
- 2000 Aufnahme in die Etobicoke Sports Hall of Fame

## Karrierestatistik
(Legende zur Spielerstatistik: Sp oder GP = absolvierte Spiele; T oder G = erzielte Tore; V oder A = erzielte Assists; Pkt oder Pts = erzielte Scorerpunkte; SM oder PIM = erhaltene Strafminuten; +/− = Plus/Minus-Bilanz; PP = erzielte Überzahltore; SH = erzielte Unterzahltore; GW = erzielte Siegtore; 1 Play-downs/Relegation; Kursiv: Statistik nicht vollständig)